# Március 26.
Március 26. az év 85. (szökőévben 86.) napja a Gergely-naptár szerint. Az évből még 280 nap van hátra.
Névnapok: Emánuel + Dumáta, Dusán, Dusánka, Emanuéla, Immánuel, Lara, Larissza, Lehel, Leonóra, Mandel, Manó, Mánuel, Manuella, Manuéla, Maxima, Mendel, Tormás, Torna, Torontál, Turul

## Események

### Politikai események
- 752 – II. (III.) István pápa megválasztása
- 1924 – Olaszország annektálja Fiumét és megszünteti az ott még 1920-ban kikiáltott Fiumei Szabadállamot.
- 1945 – Pusztító brit-amerikai légitámadás Szombathely rendező pályaudvara és más vasúti létesítményei ellen.

- 1971 – Kelet-Pakisztán független állammá alakul, Banglades néven.
- 1975 – A Vietnámi Köztársasági Hadsereg a dél-vietnámi Huế városnál súlyos vereséget szenved a Vietkongtól.
- 1975 – életbe lép a biológiai- és toxinfegyver-tilalmi egyezmény.

### Tudományos és gazdasági események
- 1956 – 10 szocialista ország, köztük Magyarország megalapítja a Dubnai Egyesített Atomkutató Intézetet.
- 2009 – Második útjára indul a Nemzetközi Űrállomásra a magyar származású űrturista, Simonyi Károly.

### Kulturális események

#### Zenei események
- 1981 – Az Illés-együttes (illetve a KITT Egylet) legendássá vált budapesti „visszatérő” koncertje, amelyről A Koncert címmel dupla hanglemezalbum és mozifilm is készült.

### Sportesemények
Formula–1
- 1989 –  brazil nagydíj, Jacarepagua - Győztes: Nigel Mansell  (Ferrari)
- 1995 –  brazil nagydíj, Interlagos - Győztes: Michael Schumacher  (Benetton Renault)
- 2000 –  brazil nagydíj, Interlagos - Győztes: Michael Schumacher  (Ferrari)
- 2017 –  ausztrál nagydíj,Melbourne Grand Prix Circuit - Győztes:Sebastian Vettel  (Ferrari)

Labdarúgás
- 2024 – Magyarország–Koszovó, felkészülési mérkőzés (988. hivatalos mérkőzés), Budapest, Puskás Aréna

### Egyéb események
- 2024 – Baltimore-ban egy hajó összedönti a Francis Scott Key hidat.

## Születések
- 1554 – Charles mayenne-i herceg, a Guise-ház tagja, a Szent Liga vezetője a francia vallásháborúkban († 1611)
- 1753 – Benjamin Thompson (Rumford gróf) angol-amerikai fizikus, feltaláló, természetfilozófus († 1814)
- 1799 – Stanisław Worcell, lengyel politikus, politikai gondolkodó, Kossuth Lajos barátja († 1857)
- 1817 – Szoboszló József magyar matematikus († 1881)
- 1840 – George Smith angol régész, aki megtalálta és lefordította a Gilgames-eposz hiányzó töredékét († 1876)
- 1845 – Pap Béla magyar katonatiszt, altábornagy és honvédelmi miniszter († 1911)
- 1874 – Robert Lee Frost négyszeres Pulitzer-díjas amerikai költő († 1963)
- 1875 – Li Szin Man dél-koreai politikus, hazája első elnöke († 1965)
- 1895 – Kövér János földbirtokos, országgyűlési képviselő († 1960)
- 1903 – Gözsy Béla erdélyi magyar gyógyszerész († 1979)
- 1905 – Viktor Frankl osztrák neurológus és pszichiáter († 1997)
- 1911 – Tennessee Williams amerikai író, drámaíró († 1983)
- 1912 – Thurzó Gábor (er. Rutterschmidt Károly) háromszoros József Attila-díjas magyar író, kritikus, műfordító († 1979)
- 1913 – Erdős Pál a 20. század egyik legkiemelkedőbb magyar matematikusa, az MTA tagja († 1996)
- 1915 – Serge Pozzoli francia autóversenyző († 1992)
- 1918 – Basilides Zoltán magyar színész († 1988)
- 1919 – Zsoldos Imre magyar trombitaművész, zenekarvezető († 1985)
- 1925 – Pierre Boulez francia zeneszerző, karmester († 2016)
- 1926 – Kallós Zoltán kétszeres Kossuth-díjas magyar néprajzkutató, népdalgyűjtő, a nemzet művésze († 2018)
- 1931 – Leonard Nimoy amerikai színész („Mr. Spock” alakítója), rendező, fotóművész († 2015)
- 1933 – Renato Pirocchi olasz autóversenyző († 2002)
- 1934
  - Alan Arkin Oscar-díjas amerikai színész († 2023)
  - Harkányi Endre Kossuth-díjas magyar színész († 2025)
- 1940 – James Caan amerikai színész († 2022)
- 1941 – Lella Lombardi (Maria Grazia Lombardi) olasz autóversenyző († 1992)
- 1941 – Richard Dawkins brit etológus
- 1942 – Litkey Bence többszörös magyar bajnok vitorlázó († 2011)
- 1944 – Diana Ross amerikai énekesnő, színésznő
- 1947 – Esze Jenő zongoraművész, zeneszerző, zenepedagógus, a „könnyűzene elméletének atyja”, a Fantázia Szalonzenekar létrehozója
- 1948 – Steven Tyler amerikai énekes, zenész (Aerosmith)
- 1951 – Deák András épületgépész, politikus, országgyűlési képviselő († 2007)
- 1952 – Didier Pironi francia autóversenyző († 1987)
- 1952 – Dzsupin Ibolya magyar színésznő
- 1953 – Frankl Péter magyar matematikus és zsonglőr
- 1955 – Németh Nóra magyar színésznő
- 1958 – Elio De Angelis olasz autóversenyző († 1986)
- 1960 – Jennifer Grey amerikai táncosnő, színésznő („Dirty Dancing”)
- 1962 – John Stockton visszavonult hivatásos amerikai kosárlabdázó, a Utah Jazz egykori irányítója
- 1964 – Martin Donelly (Hugh Peter Martin Donnelly) brit autóversenyző
- 1966 – Kollár-Klemencz László magyar tájrendező-kertépítő mérnök, filmrendező, forgatókönyvíró, zenész.
- 1966 – Lengyel Kati magyar színésznő
- 1966 – Michael Imperioli amerikai színész, forgatókönyvíró, rendező
- 1968 – Tóth Imre magyar történész, múzeumigazgató, egyetemi docens
- 1970 – Lénárt László magyar színész
- 1970 – Martin McDonagh brit drámaíró, rendező
- 1971 – Hadas Krisztina magyar újságíró, szerkesztő, riporter, egyetemi oktató († 2024)
- 1972 – Kácsor Zsolt magyar író
- 1973 – Széles Tamás magyar színész, ókatolikus lelkész
- 1973 – Larry Page amerikai üzletember, a Google egyik alapító-tulajdonosa
- 1977 – Sandro Viana brazil atléta
- 1983 – Jay Sean angol-indiai énekes
- 1983 – Juan van Deventer dél-afrikai sprinter
- 1984 – Savanyu Gergely magyar színész
- 1985 – Matt Grevers amerikai úszó
- 1985 – Keira Knightley angol színésznő
- 1989 – Tigran Vardanján magyar színekben versenyző orosz műkorcsolyázó
- 1992 – Nagy Konrád rövidpályás gyorskorcsolyázó
- 1997 – Wenyen Gabriel dél-szudáni-amerikai kosárlabdázó

## Halálozások
- 1130 – I. Sigurd norvég király (* 1089)
- 1212 – I. Sancho portugál király (* 1154)
- 1804 – Kempelen Farkas magyar mérnök, feltaláló (* 1734)
- 1814 – Joseph Ignace Guillotin francia orvos, a guillotine bevezetője (Nem ő találta fel.) (* 1738)
- 1827 – Ludwig van Beethoven német zeneszerző (* 1770)
- 1875 – Kriza János magyar néprajzkutató, költő (* 1811)
- 1902 – Cecil Rhodes, angol születésű dél-afrikai közgazdász, üzletember,politikus. (* 1853)
- 1918 – Cezar Antonovics Kjui orosz hadmérnök, zeneszerző, zenekritikus, az „orosz ötök” tagja (* 1835)
- 1923 – Sarah Bernhardt francia némafilm színésznő (* 1844)
- 1925 – Hugo Bettauer osztrák író (* 1872)
- 1933 – Kürschák József magyar matematikus, az MTA tagja, az algebra kiemelkedő tudósa (* 1864)
- 1945 – David Lloyd George brit politikus, 1916–22-ig a Brit birodalom hadügyminisztere, miniszterelnöke (* 1863)
- 1945 – Borisz Mihajlovics Saposnyikov szovjet marsall (* 1882)
- 1946 – Barbu Știrbey román kormányfő (* 1872)
- 1957 – Édouard Herriot francia politikus (* 1872).
- 1975 – Könyves Tóth Erzsi Jászai Mari-díjas magyar színésznő (* 1904)
- 1976
  - Lin Jü-tang kínai író, eredeti művei és klasszikus kínai szövegfordításai nagyon népszerűvé tették Nyugaton (* 1895)
  - Meixner Emil magyar földbirtokos, gazdálkodó, országgyűlési képviselő (* 1892)
- 1983 – Anthony Blunt brit történész, egyetemi tanár, szovjet kém, a „Cambridge-i ötök” egyike (* 1907)
- 1984 – Sékou Ahmad Touré guineai politikus, költő (* 1922)
- 1989 – Vajda Dezső magyar színész, operaénekes, érdemes művész (* 1922)
- 1992 – Borbereki-Kovács Zoltán magyar festő- és szobrászművész (* 1907)
- 1995 – Eric Lynn Wright - (EAZY E) amerikai rapper (* 1964)
- 2006 – Béres József Széchenyi-díjas kutató, a Béres-csepp feltalálója (* 1920)
- 2007 – Heinz Schiller svájci autóversenyző (* 1930)
- 2010 – Bartos Tibor magyar műfordító, irodalomtörténész és szótárszerkesztő (* 1933)
- 2011 – Faragó Sári magyar színésznő (* 1943)
- 2015 – Dömölky János Balázs Béla-díjas magyar filmrendező, rendező, egyetemi tanár (* 1938)
- 2018 – Demján Sándor, magyar üzletember, vállalkozó (* 1943)
- 2019 – Martin Miklós, olimpiai bajnok magyar vízilabdzázó (* 1931)
- 2021 – Moldován Domokos magyar etnográfus, filmrendező (* 1943)

## Nemzeti ünnepek, emléknapok, világnapok
- Bangladesi Népi Köztársaság nemzeti ünnepe a függetlenség napja, (1971)
- Mali: a demokrácia és Moussa Traoré rezsimje mártírjainak napja
- A dokumentumszabadság világnapja 2008 - tól
- Az epilepsziások melletti kiállás és szolidaritás napja (Purple Day – Lila Nap)[1] (Az epilepszia világnapja február 14-én van, a Lila Nap a támogatás napja.)